# Sataspes ribbei
Sataspes ribbei is een vlinder uit de familie van de pijlstaarten (Sphingidae). De wetenschappelijke naam van de soort werd in 1885 gepubliceerd door Rober.